# Trøste & Bære
Trøste & Bære är en norsk humoristisk musikgrupp som består av Trond Amlie och Bjørn Anders Hermundstad, under pseudonymerna Trond Trøste respektive Barry Bære. De hade 1990 en stor hit i Norge med "Jag är inte sjuk (jag är bara svensk)", en parodi på svenska dansband. En annan hit hade de 1997 med "Røkke og Gjelsten og I".

## Diskografi
Studioalbum
- 1990: – Sammen på livet (Slagerfabrikken)
- 1992: – Full pakke (Tylden & Co.)
- 1993: – To på topp (Tylden & Co.)
- 1995: – Rotfylt ungdom (Tylden & Co.)
- 1998: – Kjøp kanin (Tylden & Co.)
- 2000: – Med promp og prakt (Tylden & Co.)
- 2008: – Leve pelargonia (Tylden & Co.)

Singlar
- 1990 – "Villtoo sää pää kÿlla mi" / "Hit eit steg og dit eit steg" (Slagerfabrikken)
- 1990 – "Jag är inte sjuk (jag är bara svensk)" (Slagerfabrikken)
- 1992 – "Jeg Er Neger" / "Jag Vill Tacka Livet" / "Drita Full Før Drøbaksundet" (Tylden & Co.)
- 1993 – "De nære ting" / "Nå går'n på gummisåler" / "Den vakre visa" (Tylden & Co.)
- 1995 – "Læng sia æ har fått kvinnfolk" (Tylden & Co.)
- 1995 – "Premenstruell i Kveld" (Tylden & Co.)
- 1997 – "Julebordet er over" (Tylden & Co.)
- 1997 – "Røkke og Gjelsten og i" (Tylden & Co.)
- 1998 – "Kjøp kanin" (Tylden & Co.)
- 1998 – "Balladen om Davy Wathne" (Tylden & Co.)
- 2000 – "En og en halv fems" (Tylden & Co.)
- 2000 – "Gammal gummi" (Tylden & Co.)
- 2001 – "Ari Behn" (Tylden & Co.)
- 2001 – "Bonde På Toten" (Tylden & Co.)
- 2001 – "Nedlagt Småbruk" (Tylden & Co.)
- 2008 – "Det er Katrine Moholt jeg vil ha" (Tylden & Co.)
- 2009 – "Kvinnfolk og kar" (Tylden & Co.)

Samlingsalbum
- 1997: – Greitest Hits (Tylden & Co.)
- 2009: – Drita full før Drøbaksundet (Tylden & Co.)